# 青木繁記念大賞公募展
青木繁記念大賞公募展（あおきしげるきねんたいしょうこうぼてん、1992 - 2008）は福岡県久留米市出身の画家、青木繁の作品が与えた清新な感銘と画業の意義を顕彰するため、久留米市や石橋財団が中心となり創設された洋画の公募展。

## 概要
青木繁の没後80年の1992年に、福岡県久留米市では初めての全国公募展が誕生した。創作活動の奨励と全国洋画界の水準を高めることに寄与することを目的とし、2008年まで計17回毎年開催した。2009年には更なる発展を期し、西日本新聞社主催の西日本美術展と統合した。名称を「青木繁記念大賞西日本美術展」と改め、ビエンナーレ形式の公募展として新たにスタートした。
以下に第1回～第17回までの受賞者を順に列挙していく。

### 第1回 (1992年)
- 青木繁記念大賞：該当者なし
- 石橋美術館賞：久保輝秋『遊（カンけりⅡ）』
- 安田火災特別賞：橋本俊雄『風の台地（B）』

### 第2回 (1993年)
- 青木繁記念大賞：升たか『夢の跡』
- 石橋美術館賞：髙田とし子『現代の人々（A）』
- 安田火災賞：山野和歌子『動物（1）』
- わだつみ賞：岡田安正『遠い記憶Ⅰ』

### 第3回 (1994年)
- 青木繁記念大賞：河村雅文『建設途上の標本箱』
- 石橋美術館賞：奥野稔和『93V-1010Y』
- 安田火災賞：浦田和義『Coleoptera’94-C』
- わだつみ賞：名村仁『地涌』

### 第4回 (1995年)
- 青木繁記念大賞：井上敬一『空白』
- 石橋美術館賞：坂本典子『作品β』
- 安田火災賞：中尾清孝『繭の記憶A-Ⅳ』
- わだつみ賞：溝口昭彦『Spindle-shaped』

### 第5回 (1996年)
- 青木繁記念大賞：猪熊克芳『IN THE BLUE』
- 石橋財団石橋美術館賞：古川勝紀『海－5月9日の休日－』
- 特別賞（安田火災賞）：遠藤則幸『地上５18.26KMから眺めた大地』
- 特別賞（わだつみ賞）：足利桂子『白い風景’96』

### 第6回 (1997年)
- 青木繁記念大賞：原崇浩『バスルーム』
- 石橋財団石橋美術館賞：中尾明子『化ける』
- 特別賞（安田火災賞）：山中章寛『森羅萬象＝絆＝（母と子）』
- 特別賞（わだつみ賞）：浜田宏『椅子のある空間』

### 第7回 (1998年)
- 青木繁記念大賞：筒崎清吾『折れた十字』
- 石橋財団石橋美術館賞：杉本治子『虚構』
- 特別賞（安田火災賞）：中島慎一『風景Ⅰ』
- 特別賞（わだつみ賞）：阿部直昭『大地からの恵み』

### 第8回 (1999年)
- 青木繁記念大賞：浜田宏『椅子のある空間－状況』
- 石橋財団石橋美術館賞：山下哲郎『TRAVEL H10-5』
- 特別賞（安田火災賞）：加々見洋子『街の風景』
- 特別賞（わだつみ賞）：松尾洋二郎『陽は絶えず豪奢に捨てている』

### 第9回 (2000年)
- 青木繁記念大賞：日野之彦『かぶる人』
- 石橋財団石橋美術館賞：高澤俊郎『Reportage』
- 特別賞（安田火災賞）：冨樫昭裕『FORM2』
- 特別賞（わだつみ賞）：木原正徳『ひとかたち≪春の兆し≫』

### 第10回 (2001年)
- 青木繁記念大賞：松宮純夫『「映象-75」』
- 石橋財団石橋美術館賞：佐田尚穂『2001 NO 1』
- 特別賞（安田火災賞）：松田俊哉『変容』
- 特別賞（わだつみ賞）：金澤隆二『黒い大地』

### 第11回 (2002年)
- 青木繁記念大賞：古賀康行『タン』
- 石橋財団石橋美術館賞：田代国浩『ヒキツグベキモノ②』
- 特別賞（安田火災賞）：片平仁『楽園追放』
- 特別賞（わだつみ賞）：安彦文平『家庭菜園』

### 第12回 (2003年)
- 青木繁記念大賞：片渕敬徳『VIEW 02』
- 石橋財団石橋美術館賞：片平仁『アダム（+イヴ?）の創造』
- 特別賞（損保ジャパン賞）：小堀貞『作品03・CB』
- 特別賞（わだつみ賞）：川村愛子『明日をみつめて』

### 第13回 (2004年)
- 青木繁記念大賞：鴻崎正武『TOUGEN』
- 石橋財団石橋美術館賞：蔵野由紀子『Nicola』
- 特別賞（損保ジャパン賞）：森井宏青『羽曳野源景－1－』
- 特別賞（わだつみ賞）：岡芙三子『存在（大気をいっぱいに）』

### 第14回 (2005年)
- 青木繁記念大賞：M･IQBAL『DESTRUCTION OF THE CIVILIZATION-1』
- 石橋財団石橋美術館賞：住田久美子『アンテナ』
- 特別賞（損保ジャパン賞）：鈴木博貴『アロエちゃん』
- 特別賞（わだつみ賞）：小田善郎『彼方へ１』

### 第15回 (2006年)
- 青木繁記念大賞：永田義信『and alone（shilan aine････）』
- 石橋財団石橋美術館賞：山家利治『人間の花（Ⅱ）』
- 特別賞（損保ジャパン賞）：水森光水『生命・光の河』
- 特別賞（わだつみ賞）：神路祇隆『犬（空）』

### 第16回 (2007年)
- 青木繁記念大賞：渡辺幸子『影Ⅰ』
- 石橋財団石橋美術館賞：柳澤裕貴『流れる時間と共に』
- 特別賞（損保ジャパン賞）：田代国浩『The Dancer&White』
- 特別賞（わだつみ賞）：永井雅人『海の誕生Ⅱ』

### 第17回 (2008年)
- 青木繁記念大賞：中林誠治『パッセージ（1）』
- 石橋財団石橋美術館賞：今村綾『afresh』
- 特別賞（損保ジャパン賞）：池田大受『タカシ』
- 特別賞（わだつみ賞）：桜岡みゆき『かまびすしさは　やまない』

## 過去の審査員
| 氏名       | 職業       | 肩書                             |  |
| ---------- | ---------- | -------------------------------- |  |
| 乾由明     | 美術評論家 |                                  |  |
| 嘉門安雄   | 美術評論家 | 元東京都現代美術館館長           |  |
| 酒井忠康   | 美術評論家 | 世田谷美術館館長                 |  |
| 谷新       | 美術評論家 | 宇都宮美術館館長                 |  |
| 野見山暁治 | 画家       | 東京芸術大学名誉教授             |  |
| 山本文彦   | 画家       |                                  |  |
| 増田洋     | 美術評論家 | 元兵庫県立近代美術館館長         |  |
| 三木多聞   | 美術評論家 | 東京都写真美術館館長             |  |
| 豊福孝行   | 画家       | 九州産業大学芸術学部教授         |  |
| 田口安男   | 画家       | いわき市立美術館館長             |  |
| 富山秀男   | 美術評論家 | 元ブリヂストン美術館館長         |  |
| 坂田哲也   | 画家       | 東京芸術大学美術学部教授         |  |
| 島田紀夫   | 美術評論家 | ブリヂストン美術館館長           |  |
| 田内正宏   | 美術評論家 | 石橋財団石橋美術館顧問           |  |
| 佐野ぬい   | 画家       | 女子美術大学学長                 |  |
| 淀井彩子   | 画家       | 青山学院女子短期大学芸術学科教授 |  |

## 展覧会会場
- 石橋美術館（福岡県久留米市）
- 郡山市立美術館（福島県郡山市）
- アクシスギャラリー（東京都六本木）